# Adolf Kořínek
Adolf Kořínek (20. května 1920 Trnovany – ???) byl český a československý politik Komunistické strany Československa, poúnorový poslanec Národního shromáždění ČSR.

## Biografie
Narodil se v Trnovanech u Teplic. Jeho otec byl poštovním zřízencem. Vyučil se zahradníkem. V roce 1948 se uvádí jako dělník v Chomutově.
Po volbách roku 1948 byl zvolen do Národního shromáždění za KSČ ve volebním kraji Ústí nad Labem. Mandát nabyl až dodatečně v září 1953 jako náhradník poté, co se poslanec Antonín Zápotocký stal prezidentem republiky. V parlamentu setrval do konce funkčního období, tedy do voleb v roce 1954.
V roce 1951 je zmiňován coby vedoucí tajemník okresního výboru KSČ. V roce 1976 se jistý Adolf Kořínek uvádí jako tajemník MěNV v Litvínově.